# أنجيل إيختارن (أنجيل)
أنجيل إيختارن هي إحدى مشيخات المملكة المغربية، تتبع جغرافيا لإقليم بولمان وإداريًا لأنجيل. يقدر عدد سكانها بـ 3020 نسمة حسب الإحصاء الرسمي للسكان والسكنى لسنة 2004.